# Rozstępy

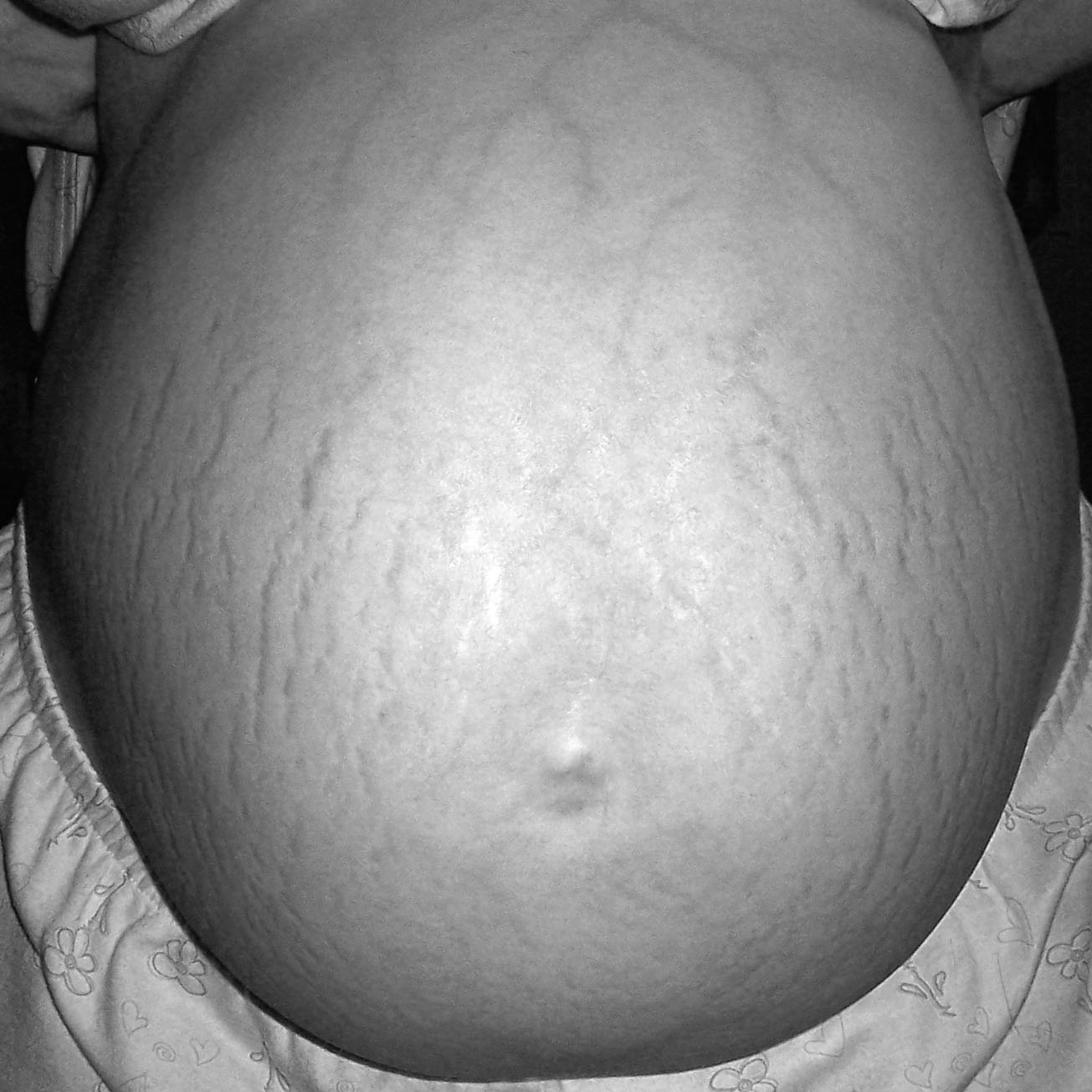
Rozstępy ciążowe u kobiety dwa tygodnie przed porodem

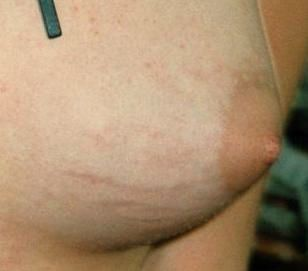
Rozstępy na kobiecej piersi

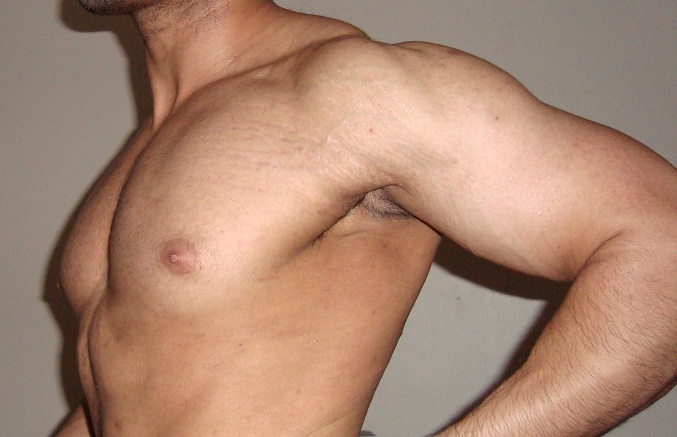
Rozstępy u mężczyzny

Rozstępy (łac. striae distensae) – wrzecionowate pasma, występujące najczęściej na skórze ud, brzucha, pośladków, rękach i piersi, a nawet plecach. W przypadku osób uprawiających kulturystykę lub sporty siłowe rozstępy najczęściej występują od wewnętrznej strony ramion, pod ramionami, na klatce piersiowej, barkach, wewnętrznej stronie ud. U osób, które przejawiają szybki przyrost masy mięśniowej rozstępy często występują w okolicy bicepsa. Podobnie u kobiet po zabiegu powiększania piersi, ze względu na zbyt mocne rozciągnięcie skóry mogą pojawić się rozstępy.

## Przyczyny powstawania
Przyczyny powstawania rozstępów to: czynniki hormonalne, znaczny wzrost masy ciała w krótkim czasie, ciąża, czynniki genetyczne oraz zaburzenie funkcjonowania tkanki łącznej oraz długotrwałe przyjmowanie substancji bogatych w kortykosteroidy. Powstają w wyniku nadmiernego rozciągania się skóry lub jej osłabienia, a także zerwania sieci włókien kolagenowych i elastynowych tworzących skórną strukturę. Rozstępy nie są niebezpieczne dla zdrowia jednak stanowią poważny defekt natury estetycznej. Z powodu rozstępów wiele osób wstydzi się rozebrać latem na plaży lub na basenie.
Rozwój wrzecionowatych pasm, zapoczątkowuje faza zapalna, wówczas rozstępy przyjmują ciemnoczerwoną, później siną barwę. Podczas fazy zapalnej, która trwa nawet do pół roku, następuje zniekształcenie włókien kolagenowych i obrzęku skóry właściwej. Kolejnym etapem jest faza zanikowa, podczas której rozstępy bledną i przyjmują wklęsłą, pomarszczoną strukturę. Podczas tej fazy dochodzi do znacznego spadku elastyny i kolagenu, a rozstępy przyjmują swoją ostateczną formę.

## Zapobieganie i leczenie
Rozstępy najlepiej leczyć w pierwszym etapie ich powstawania, wówczas możliwa jest odbudowa prawidłowych struktur kolagenu i elastyny. W tym czasie można zapobiec ich powstaniu, ograniczać ich poszerzanie się, ale gdy już się utworzą, można jedynie zmniejszyć ich widoczność. Całkowite usunięcie jest możliwe jedynie drogą operacyjną. Medycyna estetyczna dysponuje wieloma metodami, przy pomocy których rozstępy są redukowane, do metod tych można zaliczyć:

### Peelingi chemiczne
W redukcji rozstępów przy wykorzystaniu peelingów chemicznych wykorzystuje się kwas glikolowy, ze względu na właściwości głęboko oczyszczające oraz regenerujące. Kwas glikolowy w znacznym stopniu wpływa na lepsze krążenie, co ma bezpośredni wpływ na zwiększenie produkcji kolagenu, a to z kolei wpływa na lepsze napięcie skóry.

### Światłoterapia
Światłoterapia wykorzystywana jest do leczenia rozstępów zarówno w fazie zapalnej jak i zanikowej. Zabieg wykorzystuje lampę triWings, która poprzez odpowiednie łączenie 5 rodzajów światła i długości fal stymuluje komórki skóry do regeneracji. Efektem czego jest wybielenie i spłycenie rozstępów.

### Osocze bogatopłytkowe
Osocze bogatopłytkowe wykorzystywane jest we wczesnej fazie powstawania rozstępów. Osocze ma bardzo silne właściwości regeneracyjne, co powoduje, że po podaniu osocza rozstępy stają się bielsze i płytsze.

### Mikrodermabrazja
Mikrodermabrazja to zabieg podczas którego ścierana jest warstwa rogowa naskórka. Wskutek czego skóra stymulowana jest do większej produkcji kolagenu. Więcej włókien kolagenowych sprawia, że skóra jest bardziej jędrna, a rozstępy mniej widoczne. Dla uzyskania lepszego efektu zabieg należy powtórzyć kilkukrotnie.

### Laser frakcyjny CO2
Laser frakcyjny CO2 ma działa pobudzająco na skórę pobudzając ja do produkcji kolagenu i regeneracji. W wyniku promieni lasera, skóra znajdująca się w głębszych warstwach zostaje podgrzana i odparowana (tzw. ablacja), co przyczynia się do uruchomienia procesów naprawczych.

### Lipotransfer
Lipotransfer, czyli przeszczep własnej tkanki tłuszczowej, może być stosowany do redukcji rozstępów. Tkanka tłuszczowa bogata jest w komórki macierzyste, które odpowiadają za procesy regeneracyjne, które wygładzają powstałe rozstępy.